# 西校上駅
西校上駅（にしこううええき）は、かつて広島県尾道市木ノ庄町木門田（）に位置していた、尾道鉄道の駅（廃駅）である。

## 概要
単式ホーム1面1線の地上駅。尾道鉄道廃止後、跡地は国道184号バイパス建設用地に転用されたと思われ、痕跡はない。

## 歴史
- 1937年（昭和12年）4月から9月ごろ：開業[2]。
- 1957年（昭和32年）2月1日：石畦 - 市間廃止に伴い、廃駅。

## 現状
現在は国道184号バイパスの敷地となっており、当時の面影はない。また、駅周辺には駅名の由来となった尾道市立木ノ庄西小学校がある。この小学校の下を通る国道184号線旧道に、中国バスの木門田（きもんでん）バス停（旧称：西校下（にしこうした））が存在する。

## 駅周辺
- 尾道市立木ノ庄西小学校 - 2017年3月閉校[4]。
- 尾道市農業協同組合（JA尾道市）木ノ庄西出張所

## 隣の駅
尾道鉄道
尾道鉄道線
石畦駅 - 西校上駅 - 畑駅